# Conus borneensis
Conus borneensis é uma espécie de gastrópode do gênero Conus, pertencente à família Conidae.